# Antonio Maria Vegliò
Antonio Maria Vegliò (Macerata Feltria, 3. veljače 1938.) talijanski je kardinal Katoličke Crkve, koji je služio kao vatikanski diplomat i u Rimskoj kuriji. Bio je predsjednik Papinskog vijeća za pastoral migranata i itineranata. Papa Benedikt XVI. imenovao je Vegliòa kardinalom 18. veljače 2012. godine.
Bio je jedan od kardinala izbornika koji su sudjelovali na papinskoj konklavi 2013. godine na kojoj je izabran papa Franjo.